# Patacsi-vízfolyás
A Patacsi-vízfolyás Pécstől északra ered, Baranya vármegyében. A patak forrásától kezdve déli irányban halad, egészen Pécs városáig, ahol beletorkollik a Pécsi-vízbe.
A Patacsi-vízfolyás vízgazdálkodási szempontból az Alsó-Duna jobb part Vízgyűjtő-tervezési alegység működési területéhez tartozik.

## Part menti települések
- Pécs-Patacs városrész